# Aero Boero AB-180
O Aero Boero AB-180 é uma aeronave utilitária, monomotor, asa alta, desenvolvido e construído pela fabricante argentina Aero Boero de 1967 até 2000. 
Trata-se da versão mais potente do AB-115 (este sendo uma variante do AB-95). Diferentemente deste e de seu motor Lycoming de 115 hp (85 kW), o AB-180 é equipado com um motor de 180 hp (134 kW), que o permite ser usado tanto em voos de instrução quanto no reboque de planadores. 

## Variantes
- AB-180RV: Variante de longo alcance;
- AB-180RVR: Versão para reboque de planadores;
- AB-180Ag: Versão agrícola;
  - AB-180SP: Variante do 180Ag com mais um par de asas (transformando a aeronave num sesquiplano).[2]
- AB-180 Condor - Variante para voos em alta altitude, equipado com um turbocompressor.
- AB-180SPA -  Variante de treinamento, com duplo comando

## Operadores

### Militares
- Argentina - Força Aérea Argentina: Utilizada para rebocar planadores na Escola de Aviação Militar (EAM).

### Civil
- Argentina: Utilizado para rebocar planadores em vários aeroclubes;
- Brasil: Utilizado para rebocar planadores em vários aeroclubes;

## Especificações (AB-180RVR)
Dados de Jane's All The World's Aircraft 1993-1994 
Características Gerais
- Tripulantes: 1 (piloto)
- Capacidade: 1 (passageiro/aluno)
- Comprimento: 7.08 m (23 ft 3 in)
- Envergadura: 10.78 m (35 ft 4 in)
- Altura: 2.05 m (6 ft 9 in)
- Área Alar: 17.41 m² (187.4 sq ft)
- Alongamento: 6.67:1
- Aerofólio: NACA 23012 (Modificado)
- Peso Vazio: 602 kg (1.327[ lb)
- Peso Máximo de Decolagem (MTOW): 890 kg (1.962 lb)
- Capacidade de Combustível: 200 L
- Motor: 1x Lycoming O-360-A1B, quatro cilindros opostos, refrigerado a ar, 180 hp (133 kW);

Desempenho
- Velocidade Máxima: 225 km/h (140 mph; 121 kn) a nível do mar;
- Velocidade de Cruzeiro: 201 km/h (125 mph; 109 kn) a nível do mar;
- Velocidade de Estol: 73 km/h (45 mph; 39 kn) com flapes baixos;
- Velocidade Não Exceder: 245 km/h (152 mph, 132 kn)
- Alcance: 1.180 km (640 nmi);
- Teto de Serviço: 7,000 m (23,000 ft)
- Razão de Subida: 5.21 m/s (1,025 ft/min);
- Distância de Decolagem: 188 m (617 ft);
- Distância de Pouso: 160 m (525 ft).